# Скотт, Чарли
Чарльз То́мас Скотт (англ. Charles Thomas Scott; 15 декабря 1948 года, Нью-Йорк, штат Нью-Йорк, США) — бывший американский профессиональный баскетболист, успешно выступавший в Американской баскетбольной ассоциации и Национальной баскетбольной ассоциации. Олимпийский чемпион Мехико, чемпион НБА 1976 года и один из тридцати членов сборной всех времён АБА. Член Зала славы баскетбола с 2018 года.

## Биография
Чарли Скотт родился и вырос в Нью-Йорке, где и зарекомендовал себя как перспективного разыгрывающего. Переехав в Северную Каролину на приглашение скаутов студентской команды, он становится первым афроамериканским студентом-спортсменом, учащимся на стипендии в университете Северной Каролины. Успешные результаты Скотта в команде позволили ему в 19-летнем возрасте отправится на Олимпийские игры в составе сборной США вместе с другими талантливыми игроками. В итоге, выиграв золотые олимпийские медали, Чарли Скотт ещё более успешно выступает за студенческую команду — средние за три сезона 22,1 очка и 7,1 подбора игравшего на позиции форварда Скотта. За много недель до драфта его заприметили ведущие команды НБА и хотели задрафтовать по высоким номером, но ещё до самой церемонии Скотт подписывает контракт с командой АБА «Вирджиния Сквайрз».
В первый сезон Скотта в лиге «Вирджиния» финишировала первой по итгам регулярного сезона, а сам баскетболист со статистикой в 27,1 очка, 5,2 подбора и 5,6 передачи в среднем за игру становится Новичком года АБА, разделив эту награду с Дэном Исслом. Команда Скотта проиграла в финале Конференции «Кентукки Колонелс». Второй и последний сезон в АБА стал для игрока ещё более успешным и по итогам него с 34,6 очка, 5,1 подбора и 4,8 передачи в среднем за неполный сезон (73 матча) он становится самым результативным игроком лиги. Оканчивал сезон Скотт в клубе НБА «Финикс Санз», расторгнув контракт в одностороннем порядке согласно одной из опций в нём. Также в это время баскетболист принимает ислам и официально меняет имя на Шахид Абдул-Алим, однако в течение года возвращает своё имя при рождении.
В составе «Санз» Скотт три года подряд вызывался на Матч всезх звёзд НБА начиная с сезона 1972/73. В них Чарли непременно становился самым результативным игроком команды и набирал не менее 24 очков в среднем за игру из сезона. В итоге «Бостон Селтикс», выбравшие Скотта в седьмом раунде драфта, но не подписавшие с ним соглашение, обменивают Пола Уэстфала и дв право выбора на будущий драфт на Чарли Скотта. В составе «Селтикс» баскетболист становится одним из лидеров команды вместе с партнёром по Олимпийской сборной Джо Джо Уайтом и Дэйвом Коуэнсом. В первый же сезон Скотта в «Бостон Селтикс» клуб завоёвывает чемпионство НБА, в финале обыграв предыдущую команду игрока «Финикс Санз» 4—2. В последующих двух сезонах в «Бостоне» Чарли Скотт и вовсе становится вторым по результативности в чемпионской команде, однако сезон 1977/78 защитник завершает в «Лос-Анджелес Лейкерс». Последние два сезона в НБА Чарли проводит за «Денвер Наггетс», лидером в составе которых был Новичок АБА 1971 года Дэн Иссл и Скотта часто сравнивали с ним. По завершении карьеры в 32 года Скотт большинством голосов избрался в сборную всех времён АБА, его 14 837 очков в командах НБА и АБА являются одним из самых высоких результатов за десять лет.

## Статистика

### Статистика в НБА
| Сезон                                                                                    | Команда | Регулярный сезон | Регулярный сезон | Регулярный сезон | Регулярный сезон | Регулярный сезон | Регулярный сезон | Регулярный сезон | Регулярный сезон | Регулярный сезон | Регулярный сезон | Регулярный сезон | Серия плей-офф | Серия плей-офф | Серия плей-офф | Серия плей-офф | Серия плей-офф | Серия плей-офф | Серия плей-офф | Серия плей-офф | Серия плей-офф | Серия плей-офф | Серия плей-офф |
| Сезон                                                                                    | Команда | GP               | GS               | MPG              | FG%              | 3P%              | FT%              | RPG              | APG              | SPG              | BPG              | PPG              | GP             | GS             | MPG            | FG%            | 3P%            | FT%            | RPG            | APG            | SPG            | BPG            | PPG            |
| ---------------------------------------------------------------------------------------- | ------- | ---------------- | ---------------- | ---------------- | ---------------- | ---------------- | ---------------- | ---------------- | ---------------- | ---------------- | ---------------- | ---------------- | -------------- | -------------- | -------------- | -------------- | -------------- | -------------- | -------------- | -------------- | -------------- | -------------- | -------------- |
| 1971/72                                                                                  | Финикс  | 6                |                  | 29,5             | 42,5             |                  | 81,0             | 3,8              | 4,3              |                  |                  | 18,8             | Не участвовал  | Не участвовал  | Не участвовал  | Не участвовал  | Не участвовал  | Не участвовал  | Не участвовал  | Не участвовал  | Не участвовал  | Не участвовал  | Не участвовал  |
| 1972/73                                                                                  | Финикс  | 81               |                  | 37,8             | 44,6             |                  | 78,4             | 4,2              | 6,1              |                  |                  | 25,3             | Не участвовал  | Не участвовал  | Не участвовал  | Не участвовал  | Не участвовал  | Не участвовал  | Не участвовал  | Не участвовал  | Не участвовал  | Не участвовал  | Не участвовал  |
| 1973/74                                                                                  | Финикс  | 52               |                  | 38,5             | 45,9             |                  | 78,1             | 4,3              | 5,2              | 1,9              | 0,4              | 25,4             | Не участвовал  | Не участвовал  | Не участвовал  | Не участвовал  | Не участвовал  | Не участвовал  | Не участвовал  | Не участвовал  | Не участвовал  | Не участвовал  | Не участвовал  |
| 1974/75                                                                                  | Финикс  | 69               |                  | 37,6             | 44,1             |                  | 78,1             | 4,0              | 4,5              | 1,6              | 0,3              | 24,3             | Не участвовал  | Не участвовал  | Не участвовал  | Не участвовал  | Не участвовал  | Не участвовал  | Не участвовал  | Не участвовал  | Не участвовал  | Не участвовал  | Не участвовал  |
| 1975/76                                                                                  | Бостон  | 82               |                  | 35,5             | 44,9             |                  | 79,7             | 4,4              | 4,2              | 1,3              | 0,3              | 17,6             | 18             |                | 35,1           | 39,1           |                | 76,4           | 4,2            | 3,9            | 1,2            | 0,4            | 15,4           |
| 1976/77                                                                                  | Бостон  | 43               |                  | 36,8             | 44,4             |                  | 74,6             | 4,4              | 4,6              | 1,4              | 0,3              | 18,2             | 9              |                | 37,6           | 40,6           |                | 84,6           | 4,2            | 4,2            | 1,4            | 0,2            | 16,4           |
| 1977/78                                                                                  | Бостон  | 31               |                  | 34,8             | 43,3             |                  | 71,2             | 3,3              | 4,6              | 1,6              | 0,2              | 16,3             | Не участвовал  | Не участвовал  | Не участвовал  | Не участвовал  | Не участвовал  | Не участвовал  | Не участвовал  | Не участвовал  | Не участвовал  | Не участвовал  | Не участвовал  |
| 1977/78                                                                                  | Лейкерс | 48               |                  | 29,0             | 44,2             |                  | 77,5             | 3,1              | 4,9              | 1,2              | 0,2              | 11,7             | 3              |                | 34,3           | 30,0           |                | 75,0           | 4,3            | 4,7            | 1,3            | 0,0            | 10,0           |
| 1978/79                                                                                  | Денвер  | 79               |                  | 33,1             | 46,0             |                  | 74,9             | 2,7              | 5,4              | 1,0              | 0,4              | 12,0             | 3              |                | 34,7           | 47,6           |                | 57,1           | 4,7            | 3,3            | 0,7            | 0,7            | 16,0           |
| 1979/80                                                                                  | Денвер  | 69               |                  | 27,0             | 40,1             | 18,2             | 72,0             | 2,4              | 3,6              | 0,7              | 0,3              | 9,3              | Не участвовал  | Не участвовал  | Не участвовал  | Не участвовал  | Не участвовал  | Не участвовал  | Не участвовал  | Не участвовал  | Не участвовал  | Не участвовал  | Не участвовал  |
|                                                                                          | Всего   | 560              |                  | 34,4             | 44,4             | 18,2             | 77,2             | 3,6              | 4,8              | 1,3              | 0,3              | 17,9             | 33             |                | 35,7           | 39,5           |                | 77,4           | 4,3            | 4,0            | 1,2            | 0,4            | 15,2           |
| Наведите курсор мыши на аббревиатуры в заголовке таблицы, чтобы прочесть их расшифровку. |         |                  |                  |                  |                  |                  |                  |                  |                  |                  |                  |                  |                |                |                |                |                |                |                |                |                |                |                |